# Star Trek Into Darkness
Pour les articles homonymes, voir Star Trek (homonymie).
Série Star Trek
Star Trek
(2009) Star Trek : Sans limites
(2016)
Pour plus de détails, voir Fiche technique et Distribution.
Star Trek Into Darkness, ou Star Trek vers les ténèbres au Québec, est un film de science-fiction américain produit et réalisé par J. J. Abrams, sorti en 2013.
Star Trek Into Darkness est le douzième film de l'univers Star Trek, et la suite du Star Trek de 2009. Le scénario de J. J. Abrams, Bryan Burk, Damon Lindelof, Alex Kurtzman et Roberto Orci s'inspire de Star Trek 2 : La Colère de Khan, réalisé par Nicholas Meyer en 1982.
En 2259, Starfleet, l'institution chargée de la défense de la Fédération des planètes unies, est menacée par un terroriste du nom de John Harisson, qui vise à détruire la flotte et les valeurs qu'elle représente. Après une attaque sur un centre d'archives à Londres, l'individu s'enfuit aux confins de la Galaxie, sur la planète des Klingons. L'amiral Marcus autorise le capitaine James T. Kirk à traquer celui dont la véritable identité est en fait Khan Noonien Singh à bord de l'USS Enterprise jusque sur Qo'Onos, planète-mère des Klingons. Plongé dans un monde en guerre, Kirk, aidé de son second Spock, va tout faire pour protéger son équipage.

## Synopsis
L'équipage de l'USS Enterprise réalise une mission de sauvetage sur une planète habitée par des tribus primitives. Alors que le capitaine James T. Kirk et le docteur Leonard McCoy sont poursuivis par l'une de ces tribus, Spock s'emploie à placer une bombe à fusion froide au fond de la cheminée d'un supervolcan, afin de contenir son éruption imminente et ainsi sauver la planète et ses habitants. En voulant récupérer Spock, coincé dans le volcan sur le point d'exploser (le champ magnétique intense de la planète réduisant la portée du téléporteur), Kirk (entretemps revenu avec McCoy au vaisseau), fait sortir l’Enterprise de la mer où il s'était caché, et le fait décoller sous les yeux des sauvages. Spock se fait téléporter à temps à bord, mais la Directive Première (qui stipule que la Fédération n'est pas supposée interférer dans le développement des autres espèces de l'univers tant que celles-ci ne sont pas parvenues par leurs propres moyens à maîtriser la technologie du voyage supraluminique) a été enfreinte, la tribu considérant désormais le vaisseau comme une nouvelle divinité.
Pendant ce temps, Thomas Harewood, un officier de Starfleet vivant à Londres, est abordé par un inconnu qui lui explique pouvoir sauver sa fille, gravement malade. Revenu à San Francisco, Kirk est convoqué par le vice-amiral Christopher Pike à cause de la violation de la Directive Première, consignée dans un rapport par Spock, ce que Kirk nie farouchement, assurant que le but de la mission a été atteint. Le commandant en chef de Starfleet, l'amiral de la Flotte Alexander Marcus, a formé une cour martiale, où Kirk se voit retirer le commandement de l'USS Enterprise, et est contraint de retourner à l'Académie. A Londres, l'inconnu donne à Harewood une bague et un flacon de son propre sang, que ce dernier injecte à sa fille, dont l'état s'améliore immédiatement. Peu après, il se rend à son travail aux archives de Starfleet, et après avoir envoyé un message à l'amiral Marcus, fait exploser le centre à l'aide de la bague piégée que lui a remis l'inconnu.
Dans un bar de San Francisco, alors que Kirk noie son désespoir dans l'alcool, il est abordé par Pike, qui lui annonce avoir fait jouer ses relations, et obtenu que Kirk devienne son premier officier, à bord de l'Enterprise. Les deux hommes sont alors convoqués à une réunion au quartier général de Starfleet. L'amiral Marcus ouvre la séance. Le message transmis par Harewood juste avant l'explosion était une confession, révélant qui était à l'origine de l'attaque : le commandeur John Harrison, un officier de Starfleet devenu totalement incontrôlable. Les officiers présents regardent les images prises sur les lieux après l'attaque, où 42 personnes ont perdu la vie. Sur l'une d'elles, Kirk remarque Harrison avec un sac, et interroge Pike à ce sujet. Après avoir été poussé par l'amiral Marcus, Kirk s'interroge sur les motivations de Harrison, mais réalise sa connaissance de la procédure à la suite d'un tel incident, qui amènerait les officiers de Starfleet à se réunir en conseil, précisément ce qu'ils font en ce moment. Harrison apparaît alors aux commandes d'un vaisseau, et tire sur les officiers. Kirk parvient à le neutraliser, mais l'amiral Pike, mortellement touché, meurt quelques instants plus tard sous le regard effondré de Kirk.
Le lendemain, Montgomery Scott retrouve à bord de l'épave (vide) du vaisseau de Harrison un dispositif de téléportation portable, qui lui indique que le fugitif s'est téléporté sur Kronos, la planète mère de l'Empire klingon, le seul endroit où Starfleet ne peut s'aventurer. Spock fait cependant remarquer que Harrison se trouve dans une région inhabitée de la planète, ce qui rend possible une mission de récupération. Marcus décide alors de tout leur dire sur la véritable nature d'Harrison et de la cible de la bombe. L'archive était une base de la Section 31, une division secrète de Starfleet qui menait des recherches sur l'armement et les tactiques dans le cas d'un éventuel conflit avec les Klingons, tout en formant des officiers d'élite pour assurer leur surveillance. Pour Marcus, la guerre a déjà commencé, et il dispose même d'un nouveau type de torpilles à photons à longue portée qui pourraient être utilisées pour éliminer discrètement Harrison. L'amiral rend le commandement de l’Enterprise à Kirk, et Spock insiste pour redevenir son premier officier.
De retour à bord de l’Enterprise, Scotty refuse d'autoriser le transport des torpilles à photons à bord, parce qu'il ne peut pas les examiner et que le personnel de la section 31 refuse de lui donner leurs spécifications, la technologie de ces armes étant classée secret défense. Il ne veut pas risquer d'utiliser des armes inconnues à proximité du noyau de distorsion, toute instabilité pouvant le détruire et tuer ainsi tout le monde à bord. Il démissionne en signe de protestation, suppliant une dernière fois Kirk de ne pas utiliser les torpilles.
Après avoir promu Pavel Chekov au poste d'ingénieur en chef pour remplacer Scott, Kirk informe l'équipage de la mission : quand ils arrivent à proximité de la frontière klingon, ils utiliseront une navette pour se rendre sur Kronos et appréhender John Harrison. Ce n'est que s'il refuse de coopérer qu'ils auront recours aux torpilles. Spock est soulagé de voir que Kirk a réexaminé les ordres originaux de l'amiral Marcus, et propose de se joindre à lui pour cette mission. Il retourne ensuite en salle des machines, où il confronte Carol Wallace, nouvelle recrue de l'Enterprise et spécialiste en armements de pointe. Il s'avère qu'elle s'est présentée à Kirk sous une fausse identité : son véritable nom est Carol Marcus, fille du commandant en chef de Starfleet. Spock exige qu'elle lui révèle la véritable raison de sa présence à bord.
Avant qu'elle ne puisse s'expliquer, l’Enterprise sort brutalement de distorsion. Chekov a découvert une fuite de liquide de refroidissement dans le noyau de distorsion, et lancé un arrêt manuel. Ils se trouvent encore à vingt minutes de voyage de Kronos. Kirk invite Uhura, qui sait parler Klingon, à se joindre à lui et à Spock. Il confie le commandement du vaisseau à Ikaru Sulu, avec ordre de contacter Harrison avant leur arrivée pour exiger sa reddition. Kirk et son équipe embarquent dans une navette confisquée habillés en civil, afin de ne pas provoquer un incident diplomatique pouvant potentiellement provoquer une guerre entre l'Empire Klingon et la Fédération. Chekov assure à Kirk qu'il fera de son mieux pour que les moteurs soient de nouveau opérationnels à leur retour, afin d'évacuer rapidement l'espace klingon une fois la mission terminée.
Tandis que Kirk pilote son vaisseau vers Kronos, Sulu envoie un message à Harrison lui donnant deux minutes pour se rendre, ou il sera éliminé avec les torpilles à longue portée. Alors qu'ils volent au-dessus de Kronos, l'équipe de Kirk est prise en chasse par un patrouilleur klingon. Après une course poursuite, la navette se retrouve encerclée de patrouilleurs et est contrainte d'atterrir. Uhura insiste pour être autorisée à tenter de parlementer avec les Klingons. Ils atterrissent et Uhura quitte la navette, se retrouvant face à une quinzaine de guerriers Klingons en armure. Elle leur explique la situation et tente de jouer sur l'honneur ancestral des Klingons pour convaincre leur commandant. Peu impressionné, ce dernier saisit Uhura et sort un couteau, prêt à la tuer.
Un inconnu surgit alors et fait feu sur les klingons. Les officiers de l'Enterprise attaquent à leur tour, dans un déluge de tirs de phaseurs et de corps-à-corps. L'inconnu, qui n'est autre qu'Harrison, se révèle être particulièrement habile, aussi bien avec son phaseur qu'à mains nues. Les autres vaisseaux klingons larguent des renforts, mais ils sont tués à leur tour. Les Klingons neutralisés, Harrison pointe son arme sur Kirk et lui demande de combien de torpilles il dispose. Kirk refusant de répondre, Spock lui dit qu'ils en ont 72. Harrison se rend immédiatement sans conditions.
Harrison est ramené à bord de l’Enterprise et placé en détention. Le Dr McCoy prélève un échantillon de son sang, afin d'essayer de comprendre sa physiologie. Harrison insiste pour être autorisé à parler avec Kirk. Spock pense qu'il cherche à le manipuler, mais Kirk accepte. Harrison lui dit deux choses : tout d'abord, une série de coordonnées correspondant à un point situé à proximité de la Terre. Harrison affirme à Kirk qu'il pourrait y trouver des réponses. Ensuite, il lui recommande fortement d'ouvrir une des torpilles à photons pour voir ce qui est vraiment à l'intérieur, expliquant que c'est la raison de toutes ses actions récentes.
Après avoir donné à Scotty (resté sur Terre) les coordonnées données par Harrison et convaincu l'ex-officier de les aider, Kirk dirige l’Enterprise vers un planétoïde inhabité, où ils pourront ouvrir la torpille sans risque. Un message a été envoyé à l'amiral Marcus après la capture de Harrison, mais aucune réponse n'est encore arrivée. Spock révèle la véritable identité de Carol Marcus et suggère qu'elle et le docteur McCoy se chargent de l'ouverture de la torpille. Sur le planétoïde, le désarmement de la torpille commence. Marcus explique au docteur comment couper un des fils. Au moment où il le fait, le compartiment se referme sur son bras et la torpille s'enclenche avec une minuterie de 30 secondes. Marcus désarme la torpille juste à temps et celle-ci s'ouvre, révélant un cryotube avec une personne congelée à l'intérieur. Pendant ce temps, les coordonnées fournies par Harrison mènent Scotty en orbite autour de Jupiter, où il découvre un impressionnant chantier naval. S’insérant dans un convoi de navettes identiques à la sienne, il pénètre dans la superstructure.
Kirk et Spock retournent voir Harrison pour obtenir des réponses. Celui-ci leur apprend que les torpilles renferment son ancien équipage. Il avoue aussi être un humain génétiquement amélioré dont le véritable nom est Khan. Son équipage et lui ont été exilés dans l'espace vers la fin du XXe siècle. L'amiral Marcus a découvert son vaisseau après la destruction de Vulcain, et lui seul a été réveillé. Marcus voulait exploiter l'intellect et la mentalité de combattant de Khan afin de préparer Starfleet à une éventuelle guerre contre les Klingons. Khan révèle également que Marcus voulait que Kirk tire les torpilles sur Kronos. Il a délibérément saboté l’Enterprise afin qu'il soit découvert, déclenchant ainsi cette guerre qu'il désire et amenant la militarisation de Starfleet. Kirk refuse de croire Khan, condamnant ses actions. Khan affirme que Marcus a pris son équipage en otage afin de le contraindre à exécuter ses ordres. Il a placé son équipage en biostase dans les torpilles pour le protéger, mais il n'avait aucune idée de l'endroit où elles se trouvaient. Lui seul est parvenu à s'échapper. Il affirme avoir commis ces attentats parce qu'il croyait que son équipage avait été tué.
Un navire s'approche alors de l’Enterprise, mais pas en provenance de l'espace Klingon. Kirk fait transférer Khan à l'infirmerie, sous bonne garde. Le vaisseau inconnu est un énorme navire de Starfleet, sans marques d'identification. Kirk reçoit un appel de l'amiral Marcus, qui commande le vaisseau, nommé l'USS Vengeance, et décide d'enregistrer et de diffuser la communication par haut-parleur à travers tout le vaisseau. Il raconte à l'amiral Marcus que les problèmes de moteur l'ont empêché de tuer « Harrison », révélant qu'il connaît la véritable identité de l'homme. Il laisse également entendre que Marcus sait ce qui se passe. Marcus, quant à lui, accuse Kirk d'être sous l'influence de Khan, et insiste pour qu'il soit exécuté sur le champ. Il ordonne à Kirk de le lui remettre, mais les téléporteurs de l’Enterprise sont hors service. Kirk affirme à Marcus que Khan est en salle des machines puis coupe les communications.
L'Enterprise passe alors en distorsion mais Khan explique à Carol qu'ils ne sont pas en sécurité pour autant, le Vengeance ayant la capacité d'attaquer même à cette vitesse. Carol fonce vers la passerelle pour prévenir Kirk, mais l'amiral Marcus les a déjà rattrapés et ouvre le feu sur l’Enterprise. La première rafale provoque une importante brèche dans la coque au niveau de la salle des machines, tuant des dizaines de membres d'équipage. La deuxième endommage la nacelle tribord de l’Enterprise, le forçant à sortir de distorsion entre la Terre et la Lune. Carol tente de contacter l'amiral Marcus, refusant de croire que son père serait capable de détruire l’Enterprise s'il sait qu'elle se trouve à bord, mais celui-ci se contente de la téléporter à bord du Vengeance. Marcus accuse alors Kirk et son équipage d'être de connivence avec « Harrison » et les condamne tous à mort. Kirk tente de plaider pour la vie de son équipage mais Marcus lui répond qu'il avait l'intention de détruire l’Enterprise depuis le début, et coupe la communication.
Cependant, les systèmes du Vengeance sont subitement coupés. Kirk reçoit alors un appel de Scotty, qui s'est glissé à bord et a procédé à un petit sabotage. le temps pour faire redémarrer les systèmes laisse une ouverture à l’Enterprise pour tenter d'arrêter l'amiral Marcus. Kirk confie les commandes à Spock. Le capitaine se rend alors à l'infirmerie et interroge Khan sur les spécificités du Vengeance. Il s'agit d'un vaisseau de classe dreadnought, dédié uniquement au combat et prévu pour fonctionner avec un équipage minimum; deux fois plus gros, trois fois plus rapide et bien plus lourdement armé que l’Enterprise. Kirk demande l'aide de Khan, lui assurant que c'est la seule chance que celui-ci aura de sauver son équipage.
Tous deux vont se lancer dans l'espace qui sépare les deux vaisseaux et aborder le Vengeance. L’Enterprise manœuvre de façon à placer un de ses sas face au Vengeance, et de son côté Scotty se met en place pour ouvrir manuellement un accès. Kirk et Khan enfilent combinaisons spatiales et propulseurs et se lancent à travers le champ de débris. Pendant le vol, le casque de Kirk est frappé par un éclat, mettant hors service son affichage tête haute. Khan rencontre lui aussi un champ de débris, mais il se rétablit et guide Kirk sur la bonne trajectoire jusqu'au sas. À l'intérieur du Vengeance, Scotty est appréhendé par un agent de sécurité, mais il parvient à actionner le mécanisme d'ouverture, expulsant le vigile et permettant à Khan et Kirk de rentrer.
Spock demande à Uhura d'ouvrir une communication vers Nouvelle-Vulcain et contacte son alter ego plus âgé. Il l'interroge sur Khan, lui demandant s'il l'a rencontré dans son propre univers. Bien qu'il ne souhaite pas intervenir dans le destin de son jeune homologue, le vieux Spock décide de faire une exception dans ce cas précis. Il révèle que Khan Noonien Singh n'est autre que celui qui fut l'adversaire le plus dangereux jamais rencontré par l'équipage de "son" USS Enterprise. Il est brillant, impitoyable et n'hésitera pas à tuer tout le monde à bord. Il a été vaincu dans son univers, mais à un prix terrible.
Spock ordonne à tout le personnel médical de se rendre en salle des machines, et demande au Dr McCoy de commencer à armer les torpilles. Au moment où les systèmes offensifs du Vengeance se relancent, Kirk, Scotty et Khan atteignent la passerelle. Ils paralysent tout le monde sauf l'amiral Marcus et Carol. Scotty tire alors sur Khan et le sonne comme il en a reçu l'ordre. Kirk met l'amiral Marcus en état d'arrestation et lui ordonne de sortir de son fauteuil, ne souhaitant pas l'en sortir de force devant sa fille. Cependant, le phaseur n'a pas eu autant d'effet sur Khan que Scotty et Kirk l'espéraient et celui-ci se relève et les attaque. Il brise la jambe de Carol, et tue l'amiral Marcus en lui broyant le crane, sous les yeux horrifiés de sa fille.
Khan appelle l’Enterprise et ordonne à Spock de lui livrer les torpilles. Spock refuse, mais Khan lui fait remarquer qu'il peut les obtenir lui-même en désactivant simplement les systèmes de survie de l’Enterprise et de laisser tout son équipage s'asphyxier. Ses hommes étant cryogénisés, ils n'ont pas besoin de respirer. Spock finit par céder et aide Khan à localiser les torpilles. Khan les téléporte en sécurité à bord du Vengeance, puis renvoie Kirk, Scotty, et Carol Marcus sur l’Enterprise avant de rouvrir le feu, affirmant qu'un capitaine devait couler avec son navire. À son insu cependant, Spock a fait armer les torpilles à photons avant qu'elles ne soient téléportées. Elles explosent alors, endommageant gravement le Vengeance. Khan est pétrifié, croyant avoir perdu son équipage. Mais le Dr McCoy rassure Kirk : Spock a ordonné que les cryotubes soient retirés, et ils sont en sécurité à l'infirmerie.
Les moteurs de l'Enterprise sont complètement hors service, l'alimentation principale est en panne et celle de secours gravement touchée. Le vaisseau, qui était en orbite autour de la Terre, commence rapidement à perdre de l'altitude. Spock ordonne à tout le personnel d'abandonner le navire, mais l'équipage refuse, prêt à sombrer avec lui. Kirk et Scotty s'efforcent d'atteindre la salle des machines, un trajet rendu délicat par le vaisseau qui commence à basculer sur lui-même. Quand ils atteignent enfin la chambre du réacteur, ils découvrent que les injecteurs sont hors d'état. Kirk décide de les réparer lui-même. La chambre, cependant, est saturée de radiations mortelles. Scotty tente de l'en dissuader, mais Kirk l'assomme puis passe le sas. Il parvient à remettre l'injecteur en place à coups de pied et celui-ci se relance. Alors que le vaisseau pénètre dans l'atmosphère, les réacteurs s'activent soudain et l’Enterprise se stabilise au-dessus des nuages. Les systèmes reviennent progressivement à la normale. Quand il reprend connaissance, Scotty appelle Spock et lui demande de venir d'urgence en salle des machines. En arrivant, Spock se rend devant le sas de la chambre, contre lequel Kirk est couché. Tant que la chambre n'est pas décontaminée, il est impossible de l'ouvrir. Spock dit à Kirk qu'il a sauvé le vaisseau. Kirk félicite Spock pour s'être servi de ce que Khan voulait contre lui. Peu après, Kirk meurt, gravement irradié.
Le Vengeance frôle l’Enterprise alors que Khan le dirige à toute vitesse s'écraser sur le quartier général de Starfleet. Le Vengeance rase Alcatraz et une partie la baie de San Francisco, nivelant tout sur son passage. De retour sur la passerelle, Spock ordonne à Sulu et Chekov de localiser Khan, l'estimant tout à fait capable de survivre à l'accident. Les détecteurs le retrouvent, mais il y a trop d'interférences pour pouvoir le téléporter sur l’Enterprise. Spock décide de faire le chemin inverse et se fait téléporter sur Terre pour l'intercepter. Après une course-poursuite, Spock rattrape Khan sur le toit d'un véhicule de secours. Khan parvient rapidement à désarmer Spock, et les deux hommes se lancent dans un corps-à-corps acrobatique; dans lequel Khan se révèle supérieur au point de résister à la prise vulcaine. À l'infirmerie, le corps de Kirk repose sans vie, entouré du Dr McCoy, de Carol Marcus et de Scotty. Le docteur se rend compte qu'un petit animal (un tribule) mort, sur lequel il avait testé le sang de Khan, est revenu à la vie. Réalisant soudain quels effets a le sang génétiquement amélioré, il ordonne qu'un des membres d'équipage de Khan soit retiré de son cryotube, maintenu en coma artificiel. Il place Kirk en hibernation de façon à préserver ses fonctions cérébrales, mais il n'a pas plus de sang de Khan en stock : il a donc besoin que ce dernier soit ramené vivant. Spock, finalement aidé par Uhura, parvient à neutraliser Khan et à le ramener à bord. McCoy synthétise un sérum à partir du sang de ce dernier pour guérir Kirk et le ramener à la vie. Khan est cryogénisé et rejoint son équipage, dont les cryotubes ont été entreposés dans un lieu inconnu.
Un an après, l'équipage de l'Enterprise embarque pour une mission d'exploration de cinq ans, où Kirk retrouve son fauteuil de capitaine. Le vaisseau passe en distorsion et disparaît dans l'espace.

## Fiche technique
- Titre original et français : Star Trek Into Darkness
- Titre québécois : Star Trek vers les ténèbres
- Réalisateur : J. J. Abrams
- Scénario : Alex Kurtzman, Damon Lindelof et Roberto Orci, d'après les personnages créés par Gene Roddenberry
- Musique : Michael Giacchino[3]
- Direction artistique : Ramsey Avery, Steve Christensen, James Clyne, Kasra Farahani, Michael E. Goldman, Andrew Murdock et Harry E. Otto
- Décors : Scott Chambliss
- Costumes : Michael Kaplan
- Photographie : Daniel Mindel
- Montage : Maryann Brandon et Mary Jo Markey
- Production : J. J. Abrams, Bryan Burk, Alex Kurtzman, Damon Lindelof et Roberto Orci
  - Producteurs délégués : Jeffrey Chernov, David Ellison, Dana Goldberg et Paul Schwake
- Sociétés de production : Bad Robot Productions, K/O Paper Products et Skydance Productions
- Société de distribution : Paramount Pictures (États-Unis)
- Pays de production :  États-Unis
- Langue originale : anglais
- Format : couleur — 2.35 : 1 – 35 mm
- Genre : science-fiction
- Budget : 185 000 000 $
- Durée : 132 minutes
- Dates de sortie[4] :
  - Canada, États-Unis : 17 mai 2013
  - Belgique : 5 juin 2013
  - France, Suisse : 12 juin 2013

## Distribution
- Chris Pine (VF : Emmanuel Garijo ; VQ : Martin Watier) : James Tiberius Kirk
- Zachary Quinto (VF : Adrien Antoine ; VQ : François Godin) : Spock
- Karl Urban (VF : Alexis Victor ; VQ : Frédéric Paquet) : Leonard McCoy
- Zoe Saldaña (VF : Ingrid Donnadieu ; VQ : Catherine Proulx-Lemay) : Nyota Uhura
- Simon Pegg (VF : Cédric Dumond ; VQ : Frédéric Desager) : Montgomery Scott
- John Cho (VF : Alexandre Nguyen ; VQ : Guillaume Champoux) : Hikaru Sulu
- Anton Yelchin (VF : Nathanel Alimi ; VQ : Nicolas Bacon) : Pavel Chekov
- Benedict Cumberbatch (VF : Pierre Tissot ; VQ : Tristan Harvey) : commandeur John Harrison / Khan Noonien Singh[2]

Photos des acteurs principaux
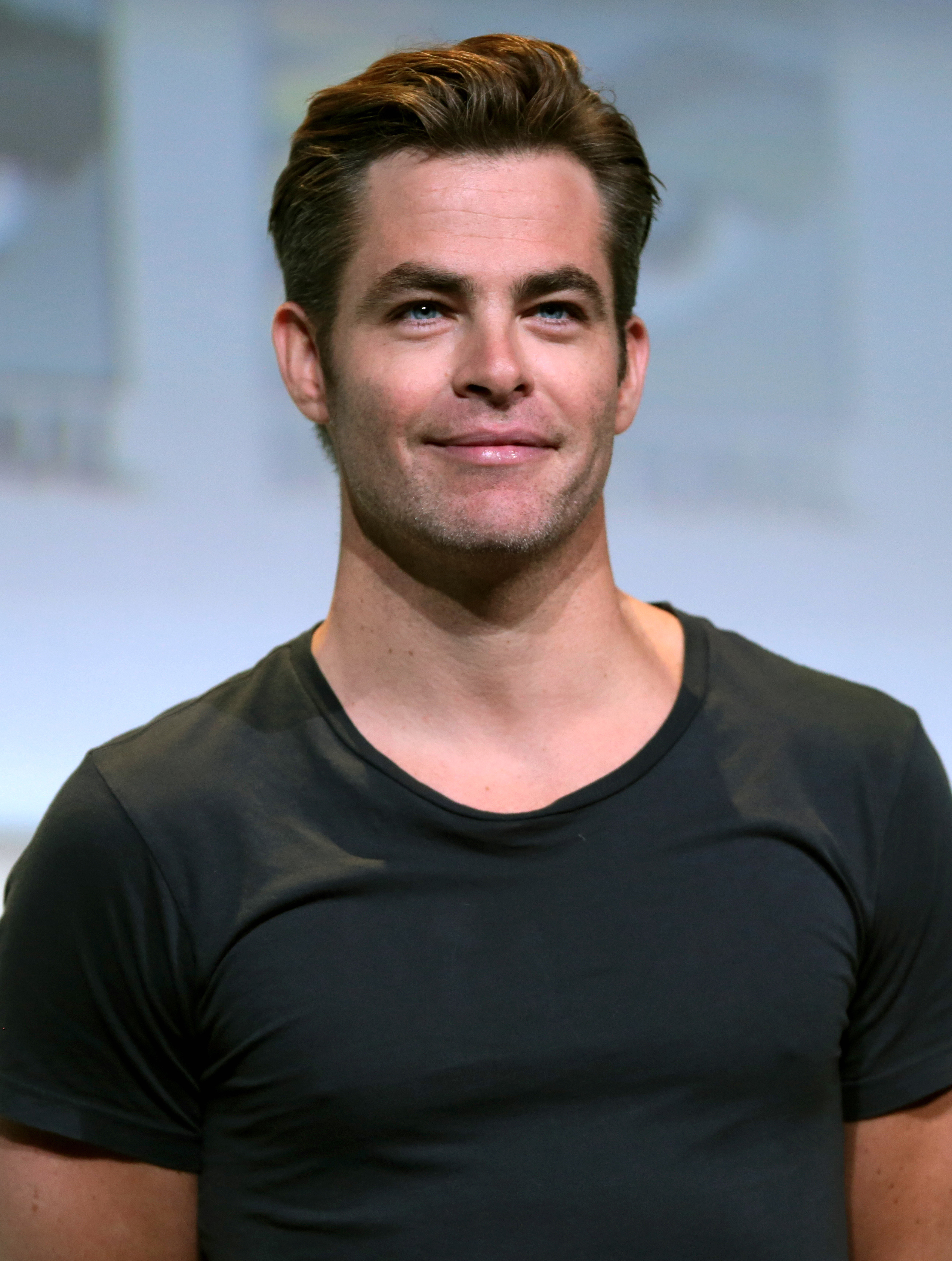
Chris Pine
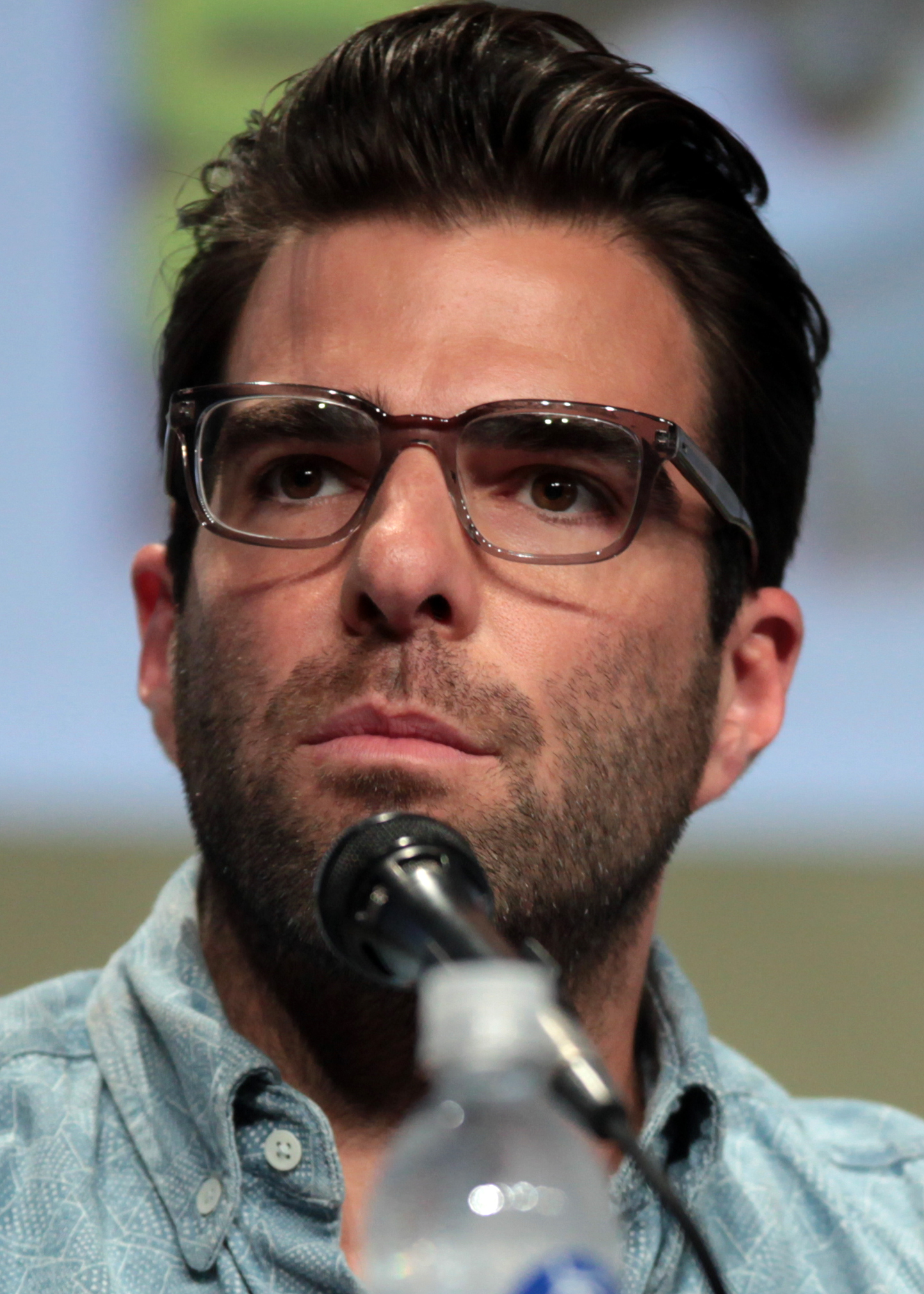
Zachary Quinto
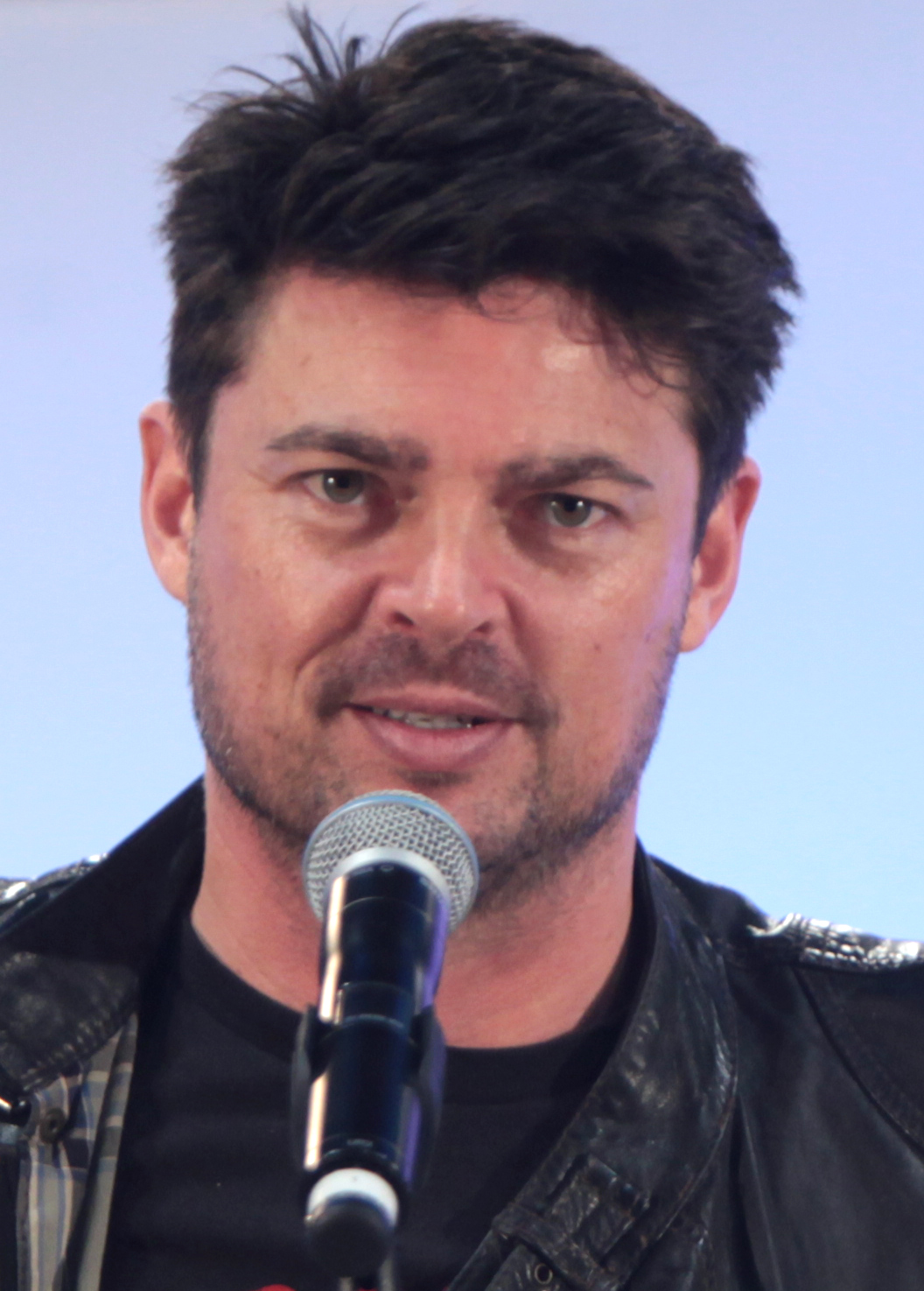
Karl Urban
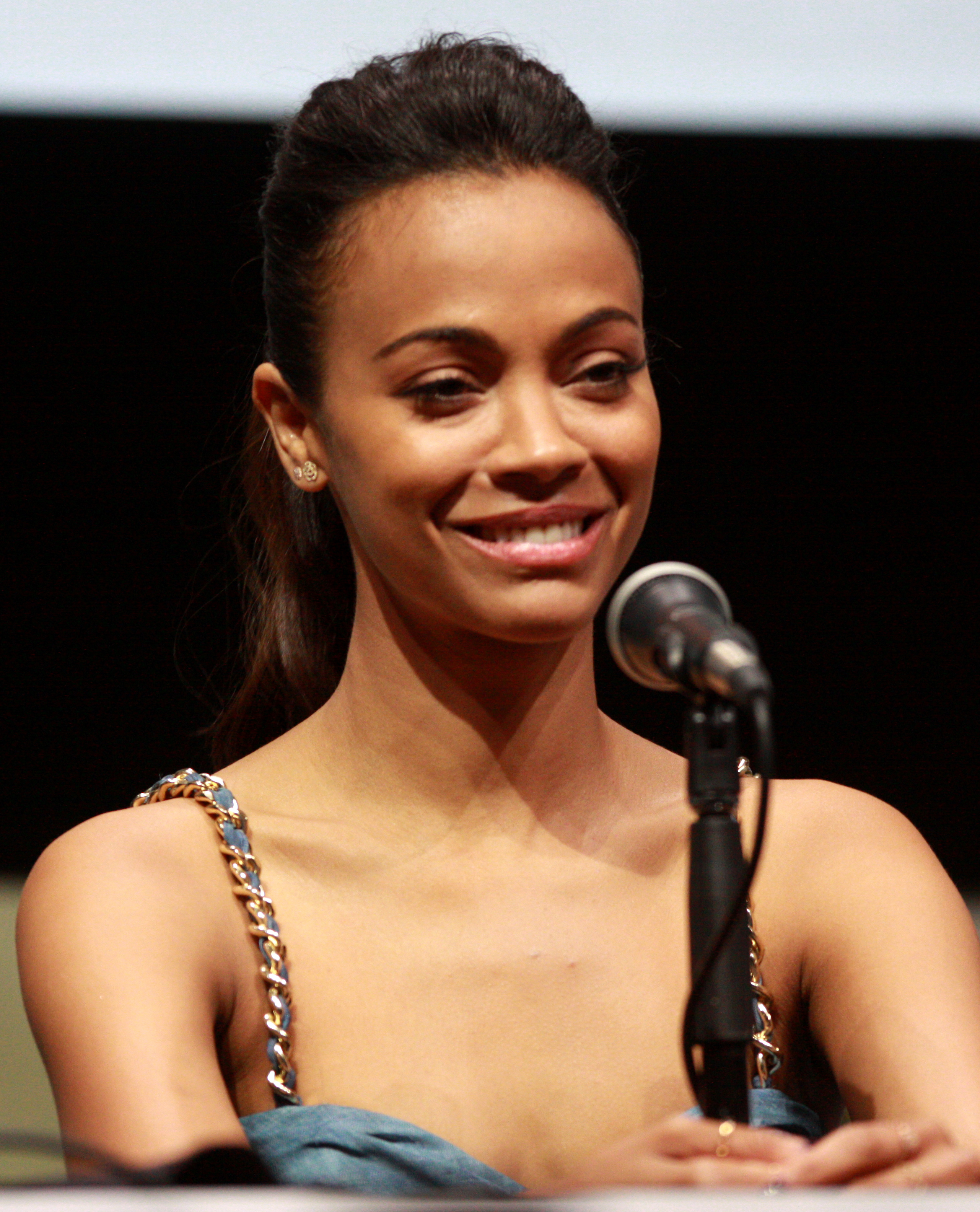
Zoe Saldaña
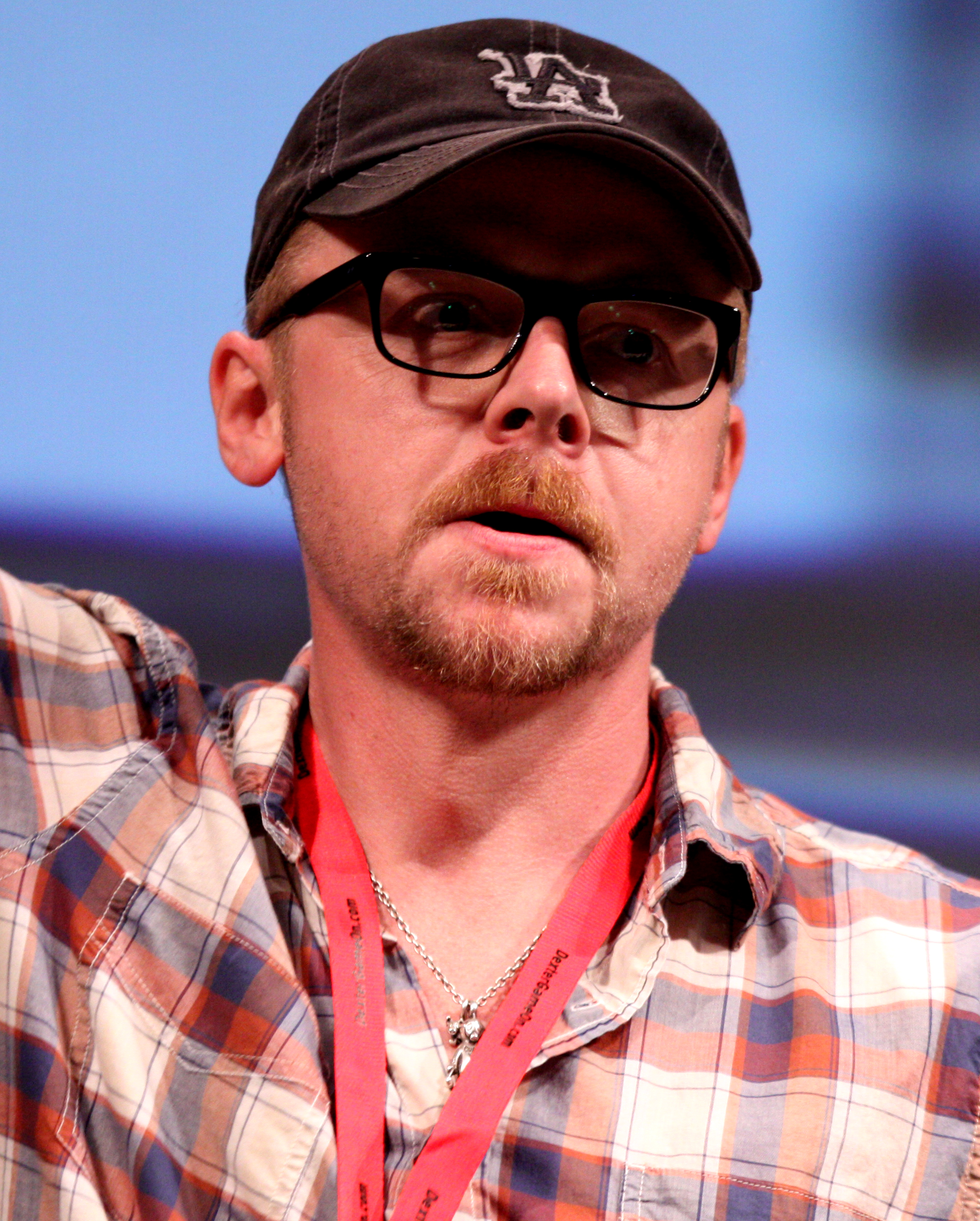
Simon Pegg
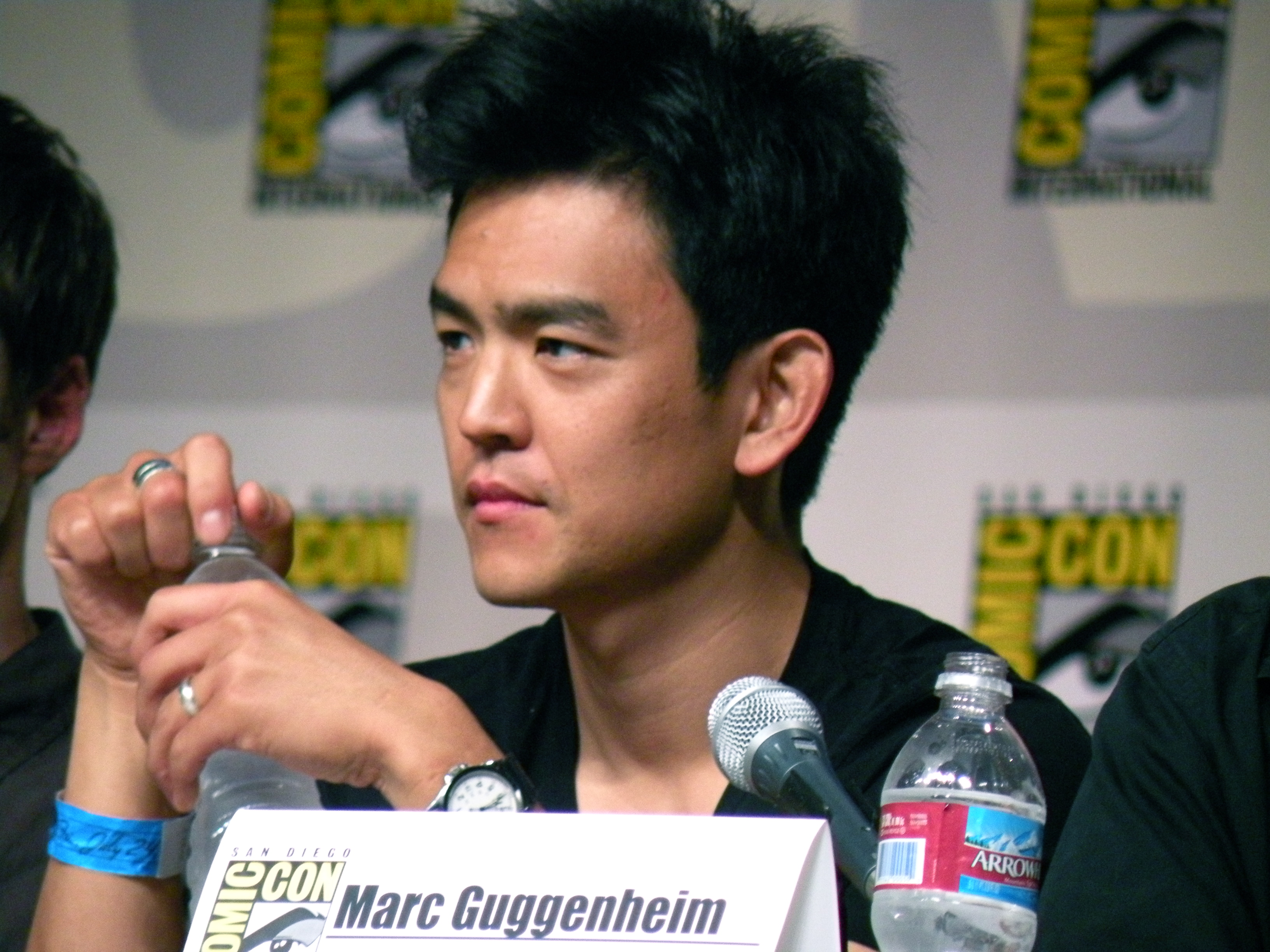
John Cho
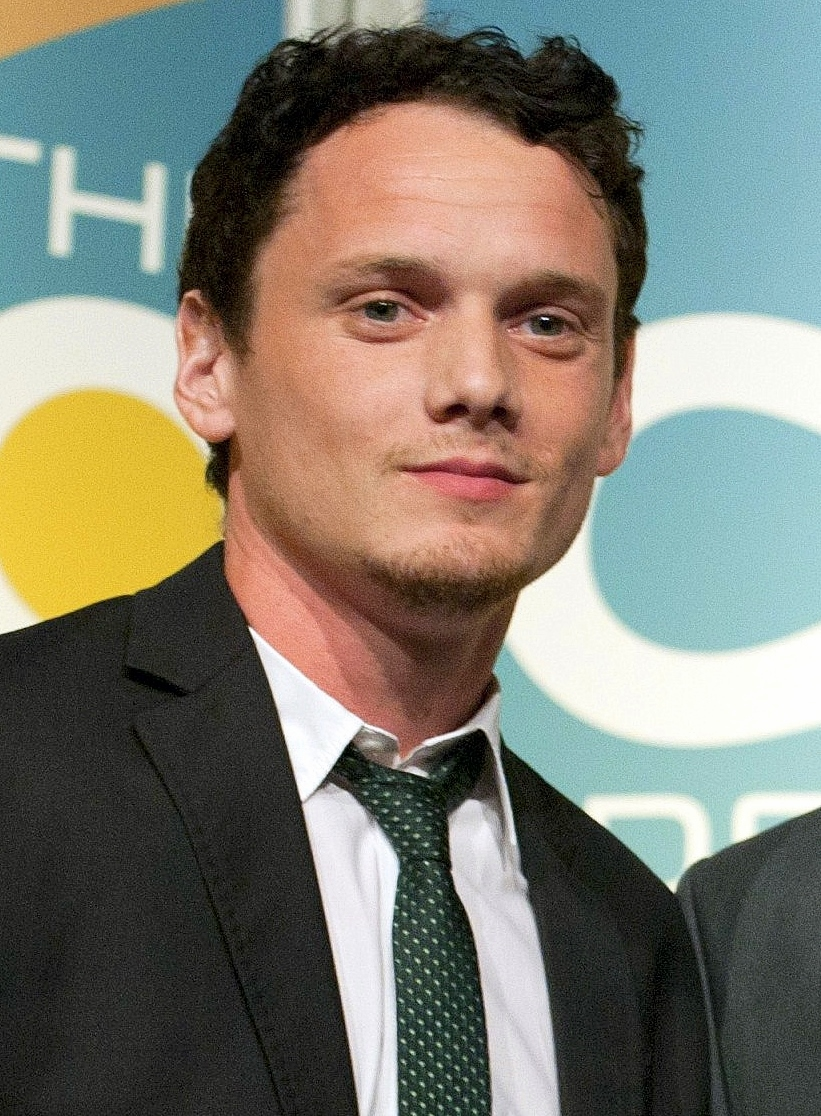
Anton Yelchin
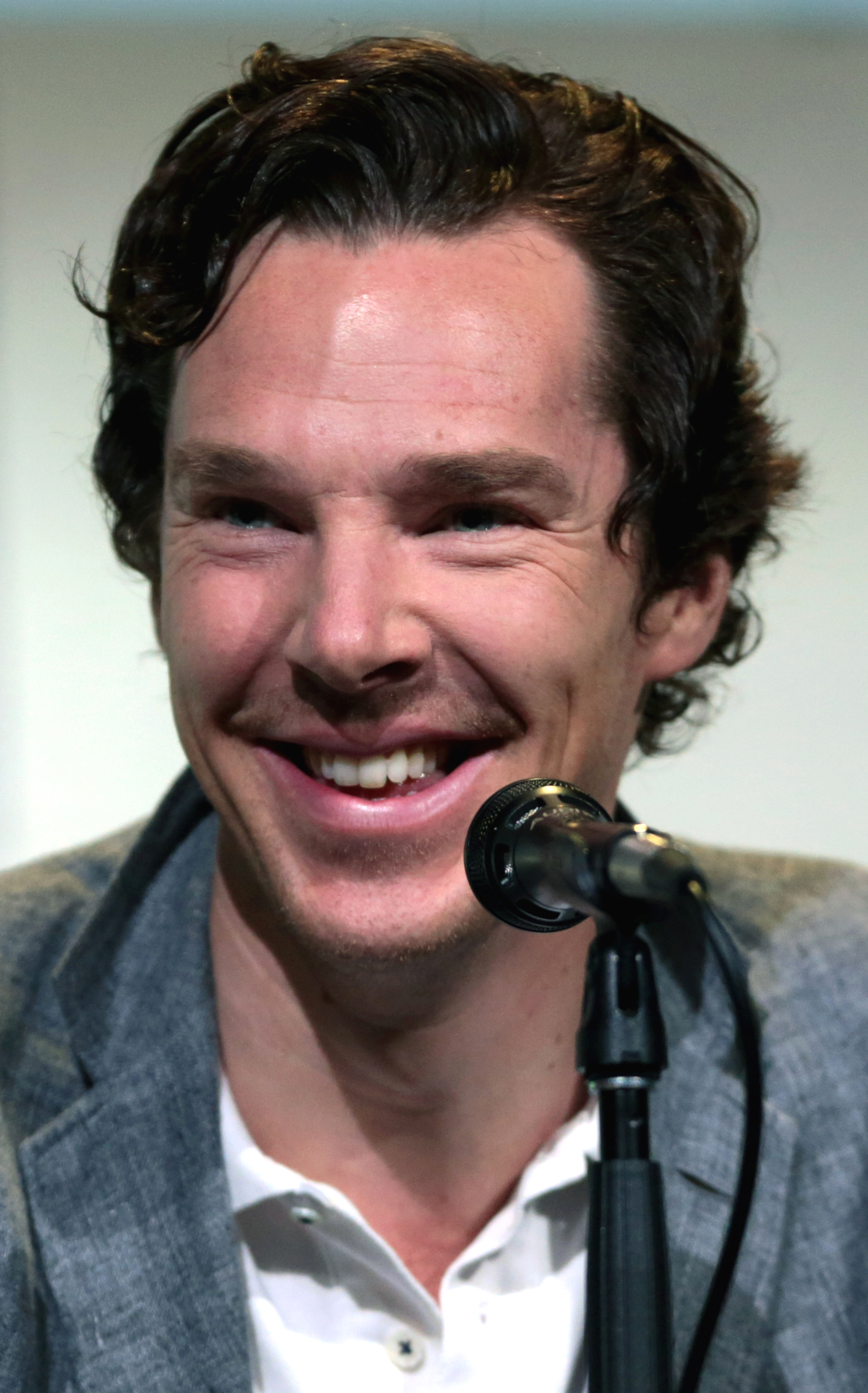
Benedict Cumberbatch

### Rôles secondaires
- Bruce Greenwood (VF : Bernard Lanneau ; VQ : Marc Bellier) : vice-amiral Christopher Pike
- Tom Archdeacon : Enseigne Spyke
- Peter Weller[5] (VF : Jean Barney et VQ : Sylvain Hétu) : amiral de la flotte Alexander Marcus, commandant en chef de Starfleet
- Alice Eve (VF : Émilie Rault et VQ : Magalie Lépine-Blondeau) : Dr Carol Marcus[6]
- Joseph Gatt[7] (?) : Agent scientifique 0718
- Noel Clarke : Thomas Harewood [8]
- Nazneen Contractor : Rima Harewood
- Jason Matthew Smith : lieutenant Hendorff
- Ser'Darius Blain : lieutenant de la sécurité de l'USS Enterprise
- Kraisit Agnew : Nikicha Tomser
- Elly Kaye : officier de Starfleet
- Nolan North : officier de pont de l'USS Vengeance
- Kasia Kowalczyk : Grasia Alien
- Beau Billingslea : capitaine Abott
- Leni Ford : Cosmoe
- Leonard Nimoy (VF : Marc Cassot) : Spock, âgé
- Christopher Doohan : lieutenant-commandeur Kyle
- Mike Kalinowski : un officier de la flotte
- Jonathan Dixon : officier Neville
- Heather Langenkamp : Moto
- Thomas W. Stewart : un ingénieur de l'USS Enterprise
- Bill Hader : ordinateur de l'USS Vengeance

Source et légende : version française (VF) sur AlloDoublage

## Production

### Genèse du projet
En juin 2008, Paramount Pictures est prêt à faire signer un contrat aux producteurs J. J. Abrams, Bryan Burk, Damon Lindelof, Alex Kurtzman et Roberto Orci pour une suite à Star Trek, alors même que le film est encore en postproduction.
En 2011, Paramount approche J. J. Abrams pour tourner Star Trek 2 en 3D. Ce dernier accepte à la condition de tourner en format argentique puis de faire une conversion 3D en post production. Alors qu'il finit Super 8, Abrams s'attaque au projet de suite de Star Trek malgré un scénario encore au stade d'ébauche et repousse le film de six mois. Le titre Star Trek Into Darkness est officialisé en septembre 2012, puis le projet est de nouveau repoussé de six mois jusqu'à la mi-2013. Michael Giacchino confirme également son retour. Très peu d'informations filtrent durant le tournage.

### Attribution des rôles
.

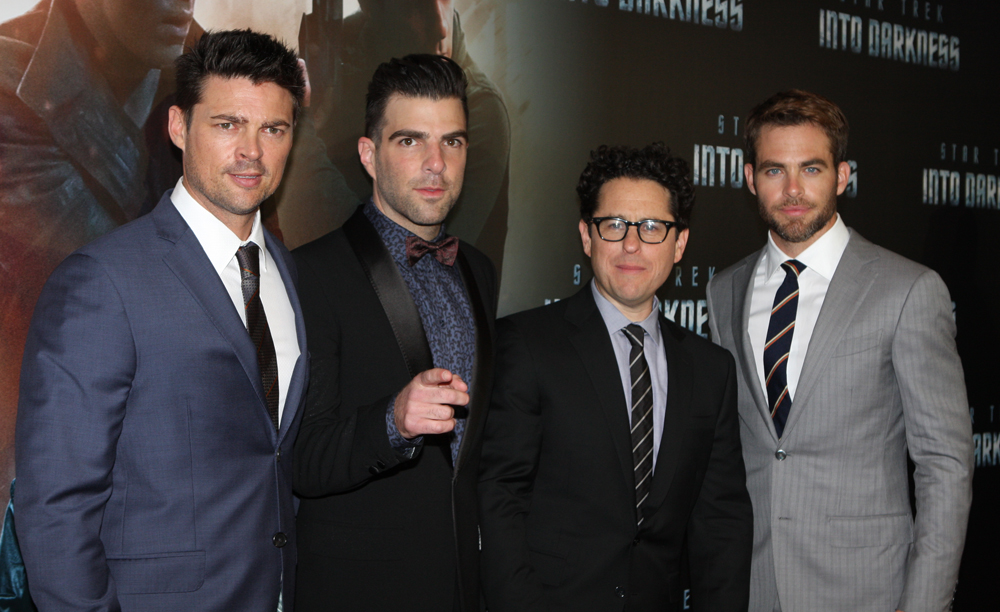
Karl Urban, Zachary Quinto, J. J. Abrams et Chris Pine à l'avant-première australienne

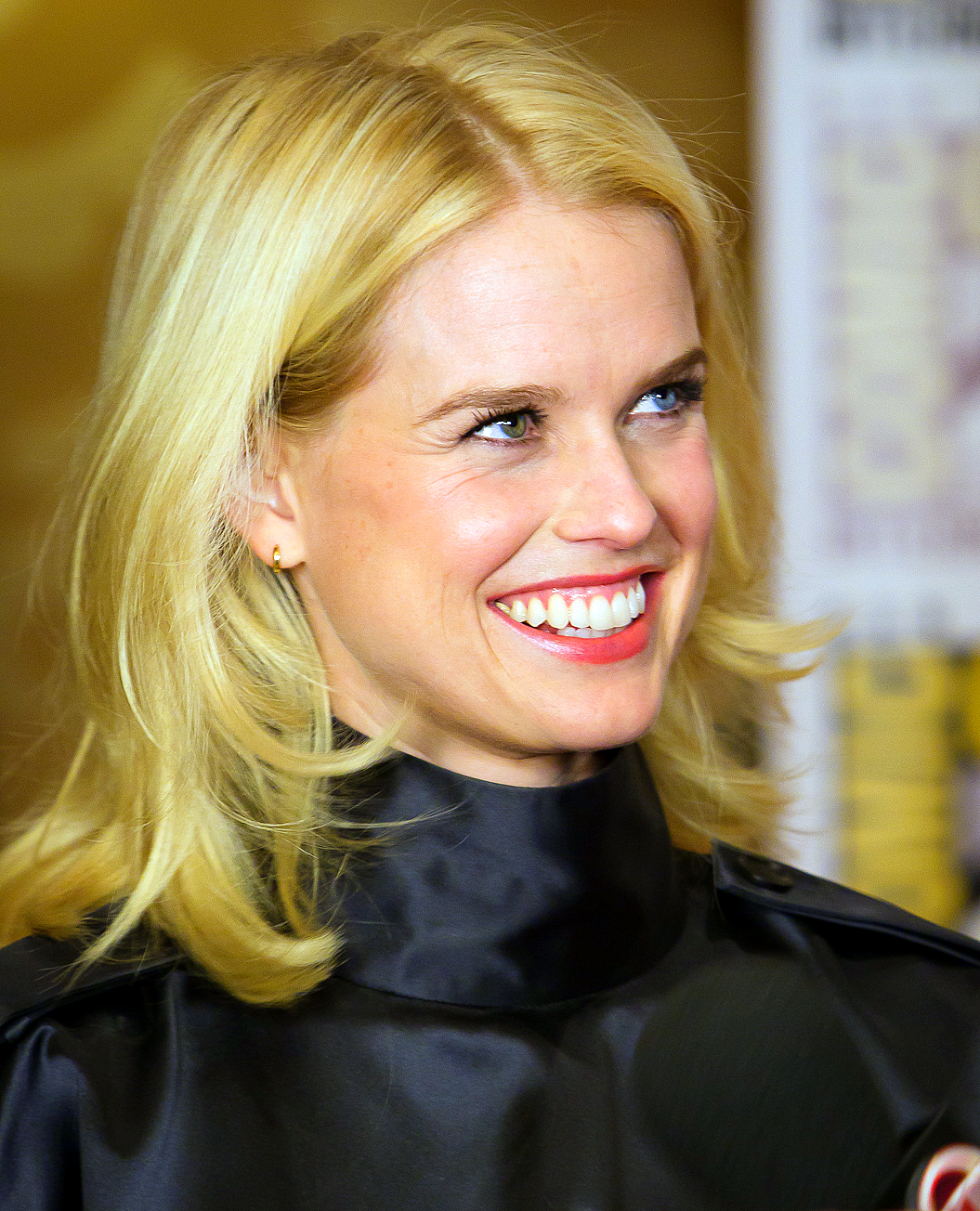
L'actrice Alice Eve au San Diego Comic-Con 2011.

Les acteurs principaux du précédent film (Chris Pine, Zachary Quinto, Karl Urban, Zoë Saldaña, Simon Pegg, John Cho, Anton Yelchin) rempilent pour ce nouveau volet, de même que Bruce Greenwood dans le rôle de l'amiral Pike. Peter Weller et Alice Eve sont confirmés pour les rôles respectifs de l'amiral Marcus et sa fille, Carol. Auparavant, Hayley Atwell, Sophia Myles ou encore Teresa Palmer avaient auditionné pour le rôle de Carol. Par ailleurs, Peter Weller avait déjà joué un antagoniste dans deux épisodes de Star Trek: Enterprise en 2005.
Le rôle de John Harrison, a d'abord été proposé à Benicio del Toro, à Édgar Ramírez ou encore Jordi Mollà. En janvier 2012, l'acteur Benedict Cumberbatch, révélé notamment par la série télévisée Sherlock, est officiellement annoncé dans le rôle de l’antagoniste. Selon J. J. Abrams : « Plutôt que de vous livrer tout ce qui pourrait amoindrir le plaisir que vous aurez à découvrir le film, je préfère vous dire que le personnage qu'incarne Benedict Cumberbatch apporte une puissance incroyable à notre récit […] Les méchants — quand ils ne sont pas déclinés seulement sur deux dimensions, la vengeance et la colère — ne se considèrent pas eux-mêmes comme des méchants. Ils ont des motivations rationnelles. Donc, au sens formel, notre personnage de méchant a des notions de ce qui est bien et de ce qui est mal, et il considère être du côté du bien ». C'est Steven Spielberg, qui a collaboré avec J. J. Abrams pour Super 8, qui a suggéré d'engager Benedict Cumberbatch après l'avoir dirigé dans Cheval de guerre (2011).
Leonard Nimoy incarne pour la dernière fois Spock, le temps d'un court échange avec son homologue jeune. Ce sera sa dernière apparition au cinéma avant son décès en 2015.

### Tournage
Le tournage a duré cinq mois, de janvier à mai 2012 dans les studios Paramount à Los Angeles. Plusieurs scènes ont été tournées au Laboratoire national Lawrence Livermore en Californie. Trente minutes ont été tournées en IMAX. Quelques plans ont été tournés en Islande.

### Musique
Albums de Michael Giacchino
John Carter
(2012) La Planète des singes : L'Affrontement
(2014)
Bandes originales de Star Trek
Star Trek
(2009) Star Trek : Sans limites
(2016)
Michael Giacchino, fidèle collaborateur de J. J. Abrams, revient pour la musique du film. Elle a été enregistrée en mars et avril 2013 au studio Sony Scoring Stage à Culver City en Californie. La musique est interprétée par l'orchestre Hollywood Studio Symphony.

#### Liste des titres
Toute la musique est composée par Michael Giacchino.
| 1.    | Logos / Pranking the Natives | 3:02 |
| 2.    | Spock Drops, Kirk Jumps      | 1:44 |
| 3.    | Sub Prime Directive          | 2:24 |
| 4.    | London Calling               | 2:10 |
| 5.    | Meld-Merized                 | 2:41 |
| 6.    | The Kronos Wartet            | 5:26 |
| 7.    | Brigadoom                    | 3:42 |
| 8.    | Ship to Ship                 | 2:51 |
| 9.    | Earthbound and Down          | 2:38 |
| 10.   | Warp Core Values             | 2:57 |
| 11.   | Buying the Space Farm        | 3:18 |
| 12.   | The San Fran Hustle          | 5:01 |
| 13.   | Kirk Enterprises             | 3:01 |
| 14.   | Star Trek Main Theme         | 3:25 |
| 44:35 |                              |      |

| Titre bonus - États-Unis | Titre bonus - États-Unis | Titre bonus - États-Unis                                | Titre bonus - États-Unis | Titre bonus - États-Unis | Titre bonus - États-Unis | Titre bonus - États-Unis | Titre bonus - États-Unis | Titre bonus - États-Unis | Titre bonus - États-Unis |
| No                       | Titre                    | Auteur                                                  | Artiste                  | Durée                    |                          |                          |                          |                          |                          |
| ------------------------ | ------------------------ | ------------------------------------------------------- | ------------------------ | ------------------------ | ------------------------ | ------------------------ | ------------------------ | ------------------------ | ------------------------ |
| 15.                      | The Growl                | J. J. Abrams, Charles Scott, Anne Preven, Kassia Conway | Conway                   | 2:56                     |                          |                          |                          |                          |                          |
| 47:17                    |                          |                                                         |                          |                          |                          |                          |                          |                          |                          |

| Titre bonus - France | Titre bonus - France    | Titre bonus - France                                                                          | Titre bonus - France | Titre bonus - France | Titre bonus - France | Titre bonus - France | Titre bonus - France | Titre bonus - France | Titre bonus - France |
| No                   | Titre                   | Auteur                                                                                        | Artiste              | Durée                |                      |                      |                      |                      |                      |
| -------------------- | ----------------------- | --------------------------------------------------------------------------------------------- | -------------------- | -------------------- | -------------------- | -------------------- | -------------------- | -------------------- | -------------------- |
| 15.                  | (I Wanna) Race With You | J. J. Abrams, Charles Scott, Nick McKerl, Matthieu Tosi, Laurent Wilthien, Jean Noel Wilthien | We Are I.V           | 2:56                 |                      |                      |                      |                      |                      |
| 47:17                |                         |                                                                                               |                      |                      |                      |                      |                      |                      |                      |

| Titre bonus - Royaume-Uni | Titre bonus - Royaume-Uni    | Titre bonus - Royaume-Uni               | Titre bonus - Royaume-Uni | Titre bonus - Royaume-Uni | Titre bonus - Royaume-Uni | Titre bonus - Royaume-Uni | Titre bonus - Royaume-Uni | Titre bonus - Royaume-Uni | Titre bonus - Royaume-Uni |
| No                        | Titre                        | Auteur                                  | Artiste                   | Durée                     |                           |                           |                           |                           |                           |
| ------------------------- | ---------------------------- | --------------------------------------- | ------------------------- | ------------------------- | ------------------------- | ------------------------- | ------------------------- | ------------------------- | ------------------------- |
| 15.                       | The Rage That's In All Of Us | Abrams, Scott, Bo Bruce, Gary Lightbody | Bo Bruce                  | 2:56                      |                           |                           |                           |                           |                           |
| 47:17                     |                              |                                         |                           |                           |                           |                           |                           |                           |                           |

| Titre bonus - Australie | Titre bonus - Australie | Titre bonus - Australie                       | Titre bonus - Australie | Titre bonus - Australie | Titre bonus - Australie | Titre bonus - Australie | Titre bonus - Australie | Titre bonus - Australie | Titre bonus - Australie |
| No                      | Titre                   | Auteur                                        | Artiste                 | Durée                   |                         |                         |                         |                         |                         |
| ----------------------- | ----------------------- | --------------------------------------------- | ----------------------- | ----------------------- | ----------------------- | ----------------------- | ----------------------- | ----------------------- | ----------------------- |
| 15.                     | The Dark Collide        | Abrams, Scott, Penelope Austin, Robert Conley | Penelope Austin         | 2:56                    |                         |                         |                         |                         |                         |
| 47:17                   |                         |                                               |                         |                         |                         |                         |                         |                         |                         |

| Titre bonus - Mexique | Titre bonus - Mexique | Titre bonus - Mexique        | Titre bonus - Mexique | Titre bonus - Mexique | Titre bonus - Mexique | Titre bonus - Mexique | Titre bonus - Mexique | Titre bonus - Mexique | Titre bonus - Mexique |
| No                    | Titre                 | Auteur                       | Artiste               | Durée                 |                       |                       |                       |                       |                       |
| --------------------- | --------------------- | ---------------------------- | --------------------- | --------------------- | --------------------- | --------------------- | --------------------- | --------------------- | --------------------- |
| 15.                   | Noches Estridentes    | Abrams, Scott, Roxana Puente | Roxana                | 2:56                  |                       |                       |                       |                       |                       |
| 47:17                 |                       |                              |                       |                       |                       |                       |                       |                       |                       |

## Accueil

### Critique
Le film reçoit des critiques globalement positives mais est moins bien accueilli que son prédécesseur. Sur l'agrégateur américain Rotten Tomatoes, il récolte 84% d'opinions favorables pour 280 critiques et une note moyenne de 7,46⁄10. Sur Metacritic, il obtient une note moyenne de 72⁄100 pour 43 critiques.
En France, l'accueil est également plutôt positif. Sur le site Allociné, qui recense 26 titres de presse, il obtient une note moyenne de 3,7⁄5. Du côté des avis positifs, Vincent Malausa de Cahiers du cinéma écrit notamment « Le souffle si particulier du cinéma d’Abrams vient peut-être de ce que rien n’y semble encore tout à fait achevé, que son énergie repose sur un principe d’exploration et de circulation qui empêche l’auteur de s’affirmer pour laisser libre cours à ses rêves d’enfant surdoué – un pied dans la machine et la tête dans les étoiles ». Dans Le Parisien, Alain Grasset écrit quant à lui « De l'action, des effets spéciaux impressionnants, un rythme trépidant, sans oublier des acteurs formidables (...) en font un spectaculaire divertissement ». Jacky Goldberg des Inrockuptibles écrit « absolue luminosité de ce Star Trek qui ne vise, esthétiquement, politiquement, qu’à extraire ses personnages de l’ombre dans laquelle ils sont plongés, à l’image d’un pays lassé par une décennie de guerre ». Dans Mad Movies, Cédric Delelée écrit quant à lui « réussite fracassante, Star Trek Into Darkness prouve enfin qu'Abrams possède l'étoffe d'un véritable cinéaste, et offre à la saga son plus beau chapitre depuis trente ans ». Pierre Eisenreich de la revue Positif met en avant le travail de J. J. Abrams qui « fait à nouveau preuve d'une maîtrise exceptionnelle du récit tout en prodiguant une grande beauté aux scènes d'action », tout comme Stéphanie Belpêche du JDD pour qui « J.J. Abrams dépoussière la mythologie en lui insufflant des enjeux passionnants et une énergie galvanisante ».
Certains journalistes écrivent des critiques négatives sur le film, tout comme Frédéric Foubert du magazine Première qui écrit « pas de souffle, zéro vision et, à l'arrivée, un ennui profond ». Vincent Avenel du site Critikat.com écrit quant à lui que le film « commet toutes les erreurs que le premier épisode avait su éviter ».

### Box-office
Pour son premier week-end d'exploitation, le film engrange près de 70 000 000 de dollars de recettes.
| Pays ou région    | Box-office      | Date d'arrêt du box-office | Nombre de semaines |
| ----------------- | --------------- | -------------------------- | ------------------ |
| États-Unis Canada | 228 261 000 $   | 12 septembre 2013          | 17                 |
| France            | 879 931 entrées |                            |                    |
| Total mondial     | 462 261 000 $   |                            |                    |

## Distinctions

### Nominations
- British Academy Film Awards 2014 : meilleurs effets visuels pour Ben Grossmann, Burt Dalton, Patrick Tubach et Roger Guyett
- Critics' Choice Movie Awards 2014 :
  - Meilleurs effets visuels
  - Meilleur film d'action
  - Meilleur film de science-fiction/horreur
- Oscars du cinéma 2014 : meilleurs effets visuels pour Roger Guyett, Patrick Tubach, Ben Grossmann et Burt Dalton

## Analyse
La séquence d’ouverture expose les personnages en pleine action, à la fin du troisième acte d'un film que le spectateur n'aurait pas encore vu. Fin avril 2013, lors de l'avant-première parisienne, J. J. Abrams explique « L'idée était de débuter comme dans un James Bond […] Le but est ici d'exposer la dynamique entre les personnages, comme dans un serial du samedi soir ».

### Clins d’œil
- Lorsque Montgomery Scott essaie d'ouvrir la porte du vaisseau de l'amiral Marcus pour que Kirk et Khan y pénètrent, le garde lui demande de montrer son autre main. Il s'agit d'un clin d'œil à l'interprète original de Scotty, James Doohan, qui montrait rarement l'une de ses mains à l'écran dans la série originale, car il avait perdu un doigt lors du débarquement en 1944. Par ailleurs, son fils Christopher Doohan, fait un caméo dans le film dans le rôle d'un officier aux côtés de Scotty[15].
- Dans le film, on peut entendre qu'un vaisseau est nommé USS Bradbury. Il s'agit d'un hommage à l'auteur de science-fiction Ray Bradbury, décédé en juin 2012[15].
- Durant la séquence d'ouverture, McCoy lance « Shut up, Spock, we're trying to save you, damn it! », une phrase très similaire à celle prononcée par McCoy dans l'épisode Amibe de la série originale : « Shut up, Spock! We're rescuing you! »[15].
- La scène où Kirk, irradié, parle une dernière fois à Spock fait écho à une scène similaire de Star Trek 2 : La Colère de Khan (1982)., mais en inversant les rôles. Au moment où Kirk meurt, Spock hurle le nom de Khan, à la manière de Kirk, également dans Star Trek 2 : La Colère de Khan (1982).
- Quand Kirk est malade, un écran indique une note du Dr. Boyce. C'est le nom du docteur du vaisseau dans le premier épisode pilote de la série Star Trek, La Cage[15].